# Грбас, Марек
Марек Грбас (чеш. Marek Hrbas; 4 марта 1993, Клатови, Чехия) — чешский хоккеист, защитник. Воспитанник ХК «Пльзень». В настоящее время играет за клуб чешской Экстралиги «Литвинов».

## Карьера

### Клубная
Марек Грбас начал свою карьеру в клубе «Пльзень». С 2006 по 2009 год играл в юниорских лигах Чехии, в 2008 году стал чемпионом Чехии для хоккеистов не старше 18 лет.
В начале сезона 2009/10 перебрался за океан, провёл один сезон за клуб «Фарго Форс» в Хоккейной лиге США. После этого играл в Западной хоккейной лиге на протяжении трёх сезонов за «Эдмонтон Ойл Кингз» и «Камлупс Блэйзерс».
Перед началом сезона 2013/14 вернулся в Чехию. Играл в Экстралиге за пражскую «Спарту» (3 сезона) и «Витковице» (2 сезона). В составе «Спарты» становился серебряным и бронзовым призёром чешского чемпионата.
Сезон 2017/18 начал в Экстралиге за «Витковице». 5 декабря 2018 года было объявлено о переходе Марека Грбаса в клуб КХЛ «Амур Хабаровск». 20 декабря забросил свою первую шайбу в КХЛ, отличившись в матче с «Сибирью». После окончания сезона 2018/19 вернулся в Чехию, подписав контракт с «Младой Болеслав». После двух сезонов в «Младе Болеслав», Грбас перешёл в «Литвинов».

### Сборная
Выступал за юниорскую и молодёжную сборные Чехии на чемпионатах мира. Самым успешным турниром для Грбаса стал Мировой кубок вызова 2009 года, в составе сборной Чехии (до 17 лет) он стал самым результативным защитником турнира, набрал 7 очков (4 шайбы + 3 передачи) в 7 играх.
Дебютировал в сборной Чехии в 2016 году, сыграл 2 матча. В сезоне 2017/18 провёл за чешскую сборную 9 игр, в которых набрал 2 очка (0+2).

## Достижения

### Командные
- Чемпион Экстралиги юниоров (до 18 лет) 2008
- Серебряный призёр Экстралиги 2016
- Бронзовый призёр Экстралиги 2014

### Личные
- Лучший бомбардир-защитник Мирового кубка вызова 2009 (7 очков)
- Лучший снайпер-защитник Экстралиги 2018 (9 шайб)
- Лучший по показателю плюс/минус Экстралиги 2018 (+29)

## Статистика
По состоянию на конец сезона 2020/2021
- Чешская экстралига — 323 игры, 78 очков (26 шайб + 52 передачи)
- Чешская первая лига — 53 игры, 11 очка (4+7)
- Западная хоккейная лига — 226 игр, 74 очка (18+56)
- Хоккейная лига США — 53 игры, 17 очка (4+13)
- КХЛ — 25 игр, 3 очка (1+2)
- Лига чемпионов — 20 игр, 2 очка (1+1)
- Европейский трофей — 8 игр, 1 очко (1+0)
- Сборная Чехии — 15 игр, 2 очка (0+2)
- Всего за карьеру в сборной и клубах — 723 игры, 188 очков (55+133)